# Phocides urania
La mariposa saltadora arcoíris (Phocides urania) es una especie de mariposa de la familia Hesperiidae que fue descrita originalmente con el nombre de Erycides urania, por Westwood, en 1852, a partir de ejemplares de procedencia desconocida.

## Clasificación y descripción
Esta especie se puede reconocer por carecer de rayas en el tórax, si bien otras especies del género tienen patrones similares de coloración (azul-verde), las celdas transparentes en las alas, son angostas en comparación con las otras especies que ocurren en México. Llega a medir hasta 5 cm de envergadura.

## Distribución
La mariposa saltadora arcoíris tiene una distribución restringida a la región Neotropical y ha sido reportada en México, Costa Rica, Texas, Panamá. Desde Costa Rica hacia el norte, en México a través de las vertientes del océano Pacífico y el Golfo de México, en la zona de la Sierra Madre Occidental y Oriental, se cree que llega  hasta el sur de Texas y Arizona en Estados Unidos.

## Plantas hospederas
No se conocen las plantas hospederas de P. urania.

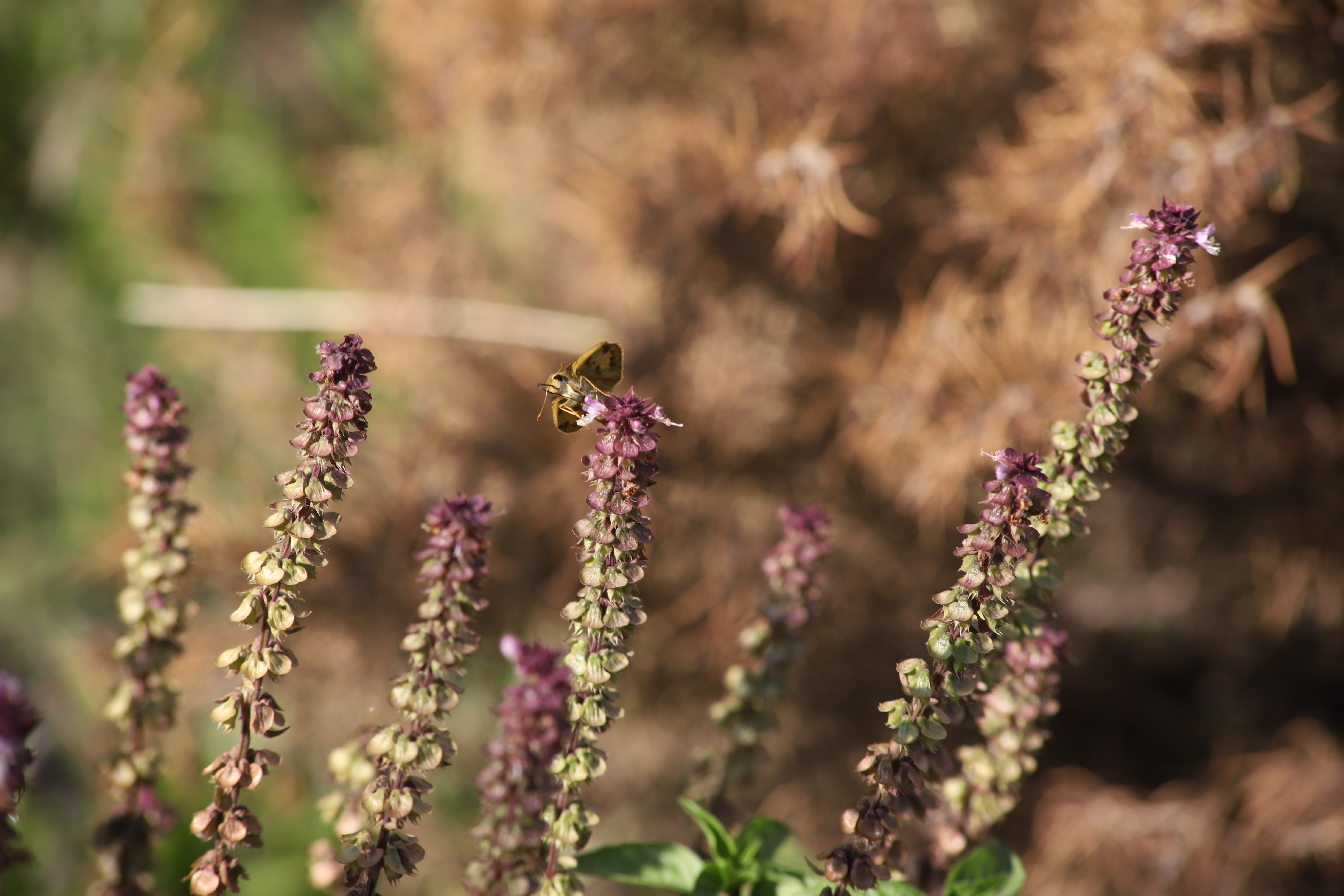
Vuelo de Mariposa Saltarina arcoíris (Phocides urania)

## Hábitat
Se ha registrado en distintos tipos de vegetación, desde bosques de encinos y vegetación riparia, hasta selvas altas.

## Estado de conservación
Hasta el momento en México no se encuentra en ninguna categoría de protección, ni en la Lista Roja de la IUCN (International Union for Conservation of Nature) ni en CITES (Convención sobre el Comercio Internacional de Especies Amenazadas de Fauna y Flora Silvestres). Se conoce muy poco de esta especie, aun no se tiene documentada la planta hospedera. Se ha observado alimentándose de plantas como Lantana sp. y Ruelia sp.